# Enzo Carra
Enzo Carra (Roma, 8 agosto 1943 – Roma, 2 febbraio 2023) è stato un giornalista e politico italiano, già esponente teodem della Margherita e del Partito Democratico ha aderito in seguito all'UDC.

## Biografia
Dopo la maturità classica, si è laureato in giurisprudenza.
È stato portavoce di Arnaldo Forlani. Giornalista professionista, lavorò dal 1970 al 1987 come redattore politico ed editorialista per Il Tempo. Dal 1989 al 1992 è stato capoufficio stampa della Democrazia Cristiana.
Dal 1994 al 2001 è stato autore per la Rai di numerose inchieste televisive, tra cui un reportage a Cuba immediatamente dopo la visita di papa Giovanni Paolo II, un'intervista a Gheddafi durante l'embargo di Libia e quella che sarà l'ultima intervista a Madre Teresa di Calcutta.
Sul finire del 2000 è stato uno dei fondatori e componente dell'esecutivo della Margherita, prima a capo del dipartimento cultura, poi del dipartimento politiche della conoscenza.
Nel 2001 viene eletto alla Camera dei deputati nella lista della Margherita, in quota UDEUR, nel collegio di Napoli e provincia. 
Insieme ad altri membri del suo partito, deciderà di rimanere nella Margherita e lascia l'UDEUR.
Durante la legislatura è membro della Commissione Vigilanza Rai, della Commissione Cultura e relatore di minoranza della legge Gasparri sull'emittenza radiotelevisiva.
Nell'aprile 2006 viene rieletto alla Camera per la Margherita nella circoscrizione Lazio 1. Nella XV legislatura è membro della Commissione Trasporti, poste e telecomunicazioni, e presenta un progetto di legge sull'arte contemporanea che ripropone anche nella successiva legislatura.
Alle primarie PD del 14 ottobre 2007 viene eletto nell'VIII collegio di Roma alla Costituente del Partito Democratico, dopo la fusione della Margherita con i DS.
Alle elezioni del 13-14 aprile 2008 è candidato ed eletto alla Camera, per il Partito Democratico, nella circoscrizione Sicilia 1 (Palermo, Agrigento, Caltanissetta, Trapani). È ancora una volta membro della Commissione Trasporti, nonché componente della Commissione parlamentare per l'indirizzo generale e la vigilanza dei servizi radiotelevisivi.
Il 25 ottobre 2009 viene eletto, nella lista «Democratici per Franceschini», all'Assemblea nazionale del PD nel collegio romano Trastevere-Gianicolense.
Il 14 gennaio 2010 esce dal PD, insieme a Renzo Lusetti, e si iscrive al gruppo parlamentare dell'Unione di Centro.
Nell'ultima parte della XVI legislatura è stato relatore in Commissione Cultura del disegno di legge, poi approvato, sull'equo compenso per i giornalisti precari.
Alle elezioni politiche del 2013 non viene ricandidato alla Camera dei deputati dal leader UDC, Pier Ferdinando Casini.

## Il caso giudiziario
Durante l'inchiesta Mani pulite viene ascoltato come persona informata dei fatti dal procuratore Antonio Di Pietro, sulla base delle rivelazioni di Graziano Moro, braccio destro del vicesegretario DC Silvio Lega, il quale sosteneva che Carra gli avesse detto che l'ex vicepresidente dell'ENI Alberto Grotti andava sostenuto perché aveva pagato alla DC una tangente di 5 miliardi di lire nell'ambito dell'operazione Enimont. Carra negò di avere mai parlato a Moro di questi 5 miliardi, cadendo spesso in contraddizione durante l'interrogatorio, mentre Moro confermò la sua versione arricchendola di particolari: Carra fu incriminato e arrestato per «false o reticenti informazioni rese al pubblico ministero», secondo l'articolo 371 del c.p., voluto da Giovanni Falcone e approvato dopo la sua morte, nel 1992 (la norma fu poi abolita nel 1995).
Il 4 marzo 1993 fu condotto dal carcere al tribunale con gli «schiavettoni» ai polsi. Le foto del suo ingresso in aula suscitarono un vasto clamore e disapprovazione: Arnaldo Forlani disse che «anche la Gestapo otteneva risultati in questo modo»; Alfredo Biondi, Marco Boato e Anna Finocchiaro protestarono violentemente mentre Achille Occhetto si disse turbato dal vedere le immagini in televisione. L'unico telegiornale che mostrò l'imputato con gli «schiavettoni» fu il TG5: TG1, TG3 e TG4 censurarono i filmati di Carra in manette, mentre il TG2 coprì il volto ed i ferri con l'effetto elettronico.
Secondo un sondaggio de il Giornale il 63% dei milanesi ritenne giusto il trattamento riservato a Carra.
L'8 marzo Carra venne condannato in primo grado a 2 anni con la sospensione condizionale. Per i giudici le parole di Moro furono «pienamente attendibili», «logiche e precise», frutto di «un leale spirito di collaborazione», mentre Carra (il cui comportamento fu ritenuto incoerente e ondivago) aveva taciuto dolosamente in merito al colloquio riferito da Moro per salvaguardare l'immagine della DC ed impedire che venissero coinvolti alcuni suoi esponenti nella vicenda Enimont, aggiungendo che «furono quantomai opportuni il suo arresto, il giudizio per direttissima e la pena non confinata ai minimi di legge».
In secondo grado la sentenza della Corte d'appello ridusse la pena a 1 anno e 4 mesi (la richiesta dell'accusa era stata di 2 anni e 8 mesi). La sentenza riconobbe a Carra «un raro senso della dignità quando conferma di essere stato e di essere ancora amico di Moro», ma poi parlò di un «poco apprezzabile sentimento di omertà» da parte dell'imputato poiché, rendendo false dichiarazioni davanti ai magistrati, ostacolò lo svolgimento delle indagini: i giudici ritennero che l'articolo 371 bis fosse utile nei processi di corruzione in cui erano coinvolti i «colletti bianchi» che si ritenevano intoccabili, e non mettevano in conto la possibilità di finire in carcere.
In terzo e ultimo grado, il 5 aprile 1995, la Corte di cassazione confermò la sentenza di condanna.
Il 26 marzo 2004 il tribunale di sorveglianza di Roma, riunito in camera di consiglio, sulla base delle conclusioni del procuratore generale, ha stabilito la «riabilitazione» di Carra «in ordine» alla precedente condanna. L'atto di riabilitazione, previsto dall'art. 178 del codice penale, reca il numero 6962/MO2002S1.
Della sua vicenda giudiziaria e dell'inchiesta Mani pulite Carra parlò una prima volta in un faccia a faccia con Giovanni Minoli a Mixer, poche settimane dopo l'arresto.
Carra descrive il suo caso giudiziario anche in un'intervista contenuta nel libro di Marco Damilano, Eutanasia di un potere.